# 홍지연 (카지노 딜러)
홍지연(洪知延, 1979년 8월 9일 ~ )은 대한민국의 2003년 미스코리아 강원 선(善) 출신 카지노 딜러이다.

## 프로필
- 출생: 1979년 8월 9일
- 학력: 여주대학 도자기공예학과 전문학사, 한국방송통신대학교 유아교육학과 학사, 세종대 대학원 레저경영학과 경영학 석사
- 초기 이력: 2001년 미스코리아 경기 본선 입상
- 수상: 2003년 미스코리아 강원 선(善), 2003년 미스코리아 우정상
- 이력: 2008년 SBS 공통점을 찾아라 유일한 상금획득 출연자, 2011년 영월경찰서 용감한 시민 감사표창
- 취미: 수영
- 특기: 공예

## 주요 출연작

### TV 프로그램
- 더 지니어스: 게임의 법칙
- 더 지니어스: 룰 브레이커
- 더 지니어스: 블랙가넷
- 더 지니어스: 그랜드 파이널

## 같이 보기
- 권주리